# Niederländische Frauen-Feldhandballnationalmannschaft
Die niederländische Frauen-Feldhandballnationalmannschaft vertrat die Niederlande bei Länderspielen und internationalen Turnieren.

## Weltmeisterschaften
Die niederländische Handballnationalmannschaft nahm an der letzten der drei bis 1960 ausgetragenen Feldhandball-Weltmeisterschaften teil. Diese fand im eigenen Land statt.
| Jahr | Gastgeberland  | Teilnahme bis…     | Ergebnis                                  | Rang               |
| ---- | -------------- | ------------------ | ----------------------------------------- | ------------------ |
| 1949 | Ungarn         | keine Teilnahme    | keine Teilnahme                           | keine Teilnahme    |
| 1956 | BR Deutschland | Nicht qualifiziert | Nicht qualifiziert                        | Nicht qualifiziert |
| 1960 | Niederlande    | Spiel um Platz 3   | Niederlande 1:3 Gesamtdeutsche Mannschaft | 4. Platz           |

## Mannschaft an den Weltmeisterschaften 1960
| Name                 | Position     | Verein                |
| -------------------- | ------------ | --------------------- |
| Gien van Maanen      | Tor          | Athleta               |
| Mien de Neef         | Verteidigung | SV Hygiea             |
| Jeanne Overbruggen   | Verteidigung | WLC Eindhoven         |
| Marjolein Das        | Mittelfeld   | SV Hygiea             |
| Willy Walraven       | Mittelfeld   | WLC Eindhoven         |
| Ada Melse            | Mittelfeld   | Hellas Den Haag       |
| Iesje van der Velden | Sturm        | Athene '56            |
| Nel van Hooff        | Sturm        | WLC Eindhoven         |
| Henny de Jong        | Sturm        | SV Hygiea             |
| Tjits de Grott       | Sturm        | Sparta Groningen      |
| Ria Gäken            | Sturm        | PSV Eindhoven         |
| Reserve:             |              |                       |
| Lidy Jansen          |              | Athene '56            |
| Lidy Hoven           |              | Sportfederatie Actief |

Quelle: